# Petersburg, Illinois
Petersburg là một thành phố thuộc quận Menard, tiểu bang Illinois, Hoa Kỳ. Năm 2010, dân số của thành phố này là 2260 người.

## Dân số
Dân số qua các năm:
- Năm 2000: 2299 người.
- Năm 2010: 2260 người.